# Swordfishtrombones
Swordfishtrombones – album Toma Waitsa wydany we wrześniu 1983 r. Jest to pierwszy album, który Waits sam wyprodukował. Różni się on stylistycznie od poprzednich jego nagrań zaznaczając się swobodą artystyczną, która charakteryzuje jego dalszą twórczość.
Płyta osiągnęła 164. miejsce na liście Top 200 amerykańskiego tygodnika "Billboard". W 1989 r. magazyn "Spin" uznał Swordfishtrombones drugim najlepszym albumem w historii natomiast magazyn Q przyznał 36. miejsce wśród najlepszych albumów lat osiemdziesiątych.

## Lista utworów
Album zawiera nieco ponad 40 minut nagrania. Wszystkie utwory zostały napisane przez Toma Waitsa.
1. Underground - 1:58
2. Shore Leave - 4:12
3. Dave the Butcher (utwór instrumentalny) - 2:15
4. Johnsburg, Illinois - 1:30
5. 16 Shells from a Thirty-Ought Six - 4:30
6. Town with No Cheer - 4:22
7. In the Neighborhood - 3:04
8. Just Another Sucker on the Vine (utwór instrumentalny) - 1:42
9. Frank's Wild Years - 1:50
10. Swordfishtrombone - 3:00
11. Down, Down, Down - 2:10
12. Soldier's Things - 3:15
13. Gin Soaked Boy - 2:20
14. Trouble's Braids - 1:18
15. Rainbirds (utwór instrumentalny) - 3:05